# Monumento a los defensores de 1714
La escultura conmemorativa denominada Monumento a los defensores de 1714 o Monumento del Once de Septiembre es un elemento arquitectónico que podemos encontrar en la villa de Cardona. 
Situada en la plaça de la Fira de dalt, se trata de una fuente monumental que conmemora la rendición del castillo de Cardona y de la villa, el septiembre de 1714, a las tropas de Felipe V. 
Fue costeada en 1914 por la colonia cardonina de Barcelona en conmemoración del segundo centenario del asedio de Cardona. La escultura está hecha con cemento y es obra del escultor Josep Campeny.
La escultura representa una figura femenina de estilo académico, que simboliza Cardona con corona acompañada de un niño que sostiene una jarra. La mujer aguanta un escudo de la villa que toca el suelo. Junto al monumento-fuente, un pebetero y la señera completan la significación de la conmemoración.

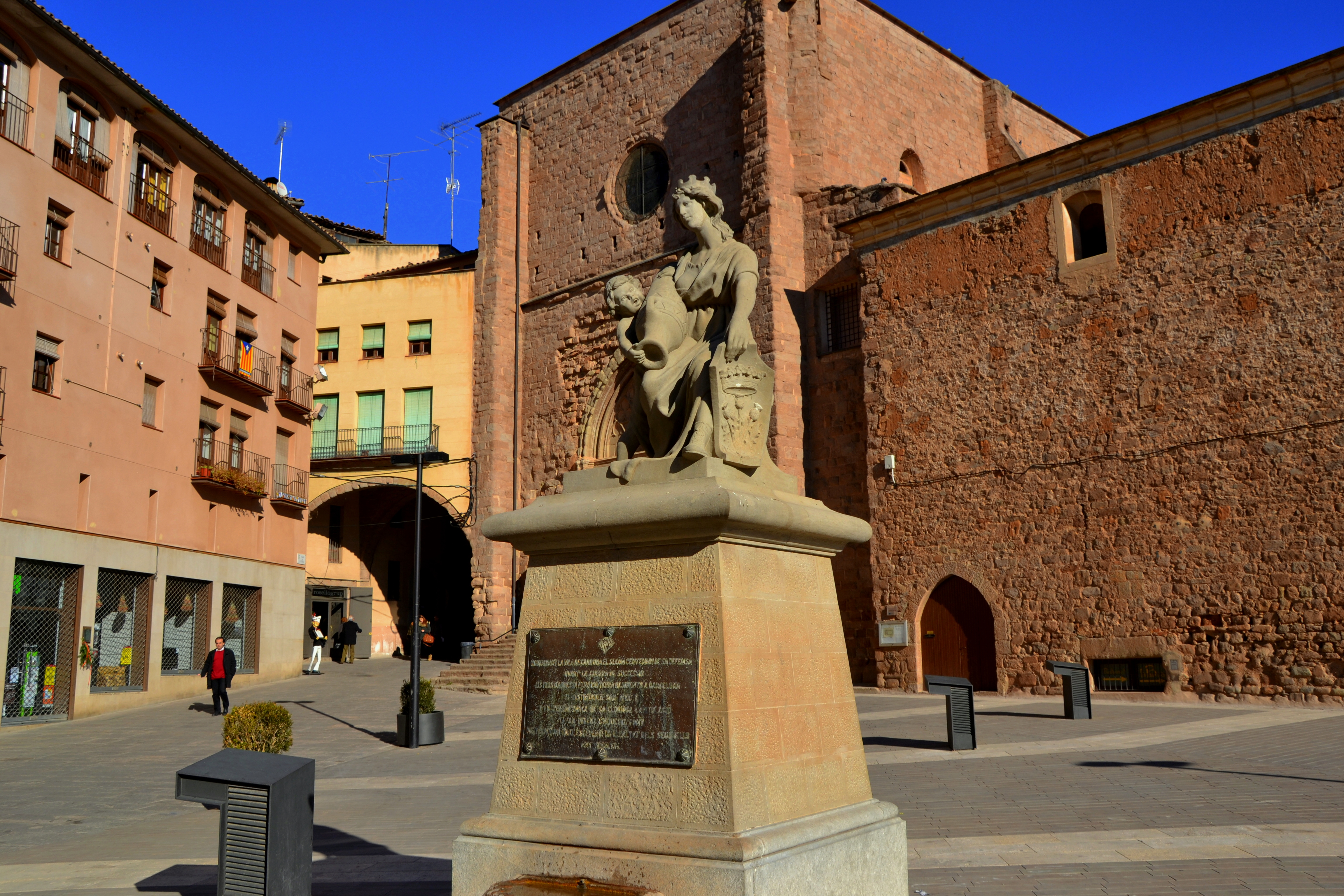
Plaza de la Feria de Arriba, con la escultura en primer término

Al pie de la escultura se puede leer la inscripción: 

COMMEMORANT LA VILA DE CARDONA EL SEGON CENTENARI DE SA DEFENSA 
 QUANT LA GUERRA DE SUCCESSIÓ 
 ELS FILLS D’AQUESTA HEROICA TERRA RESIDENTS A BARCELONA 
 LI TESTIMONIEN SON AFECTE 
 Y EN REMEMBRANÇA DE SA GLORIOSA CAPITULACIÓ 
 LI FAN OFRENA D’AQUESTA FONT 
 QUE PERPETUÏ EN EL ESDEVENIR LA LLEIALTAT DELS SEUS FILLS 
 ANY MCMXIV 

Es en este monumento donde, todavía en la actualidad, el consistorio cardoní hace su ofrenda floral con motivo del Día de Cataluña, acto que precede el discurso institucional, la interpretación del Himno Nacional de Cataluña y las salvas de los trabucaires de Cardona. El acto suele concluir con un baile de sardanas en la Plaça de la Fira.